# Dżafar Salmasi
Dżafar Mohammad Salmasi (pers. جعفر محمد•سلماسی; ur. 22 września 1918 w Al-Kazimijja, zm. 31 stycznia 2000 w Teheranie) – irański sztangista, brązowy medalista olimpijski.
Swój pierwszy medal na arenie międzynarodowej wywalczył podczas igrzysk olimpijskich w Londynie, gdzie zdobył brązowy medal w wadze piórkowej. W zawodach tych wyprzedzili go tylko Egipcjanin Mahmud Fajjad i Rodney Wilkes z Trynidadu i Tobago. Na rozgrywanych trzy lata później igrzyskach azjatyckich w Nowym Delhi zwyciężył w tej samej kategorii wagowej.